# American Speed Association
A American Speed Association (sigla ASA) é uma associação automobilística de stock cars dos Estados Unidos fundada em 1968, corre primariamente em ovais curtos de asfalto e de terra, sua principal categoria era a National Tour, a associação passou por problemas financeiros em 2004, uma nova categoria principal foi criada, a ASA Late Model Series.